# Solveig Ternström
Solveig Viola Ternström, född Johansson 17 juli 1937 i Brännkyrka församling i Stockholm, är en svensk skådespelare, manusförfattare och politiker. Hon var riksdagsledamot för Centerpartiet mandatperioden 2006–2010. Hon var dock politisk vilde under sista månaderna.
Ternström är gift med författaren Tommy Hammarström.

## Uppväxt
Ternström växte upp i Koppom i Värmland med en far som var gårdfarihandlare och senare lanthandlare. I unga år vann hon en skönhetstävling i Sundsvall och var omslagsflicka i tidningen Se. Efter studentexamen flyttade hon till Stockholm där hon började studera teaterhistoria. Efter att ha spelat med i spex och i revy i Uppsala väcktes dock skådespelarintresset, där även ett möte med Andris Blekte spelade en avgörande roll för karriärvalet.

## Karriär inom teater och film
Ternström gjorde kortfilmdebut under flicknamnet Solveig Johansson i kortfilmen Tretton minuter (1959). Hon studerade vid Dramatens elevskola 1959–1962. Hon har därefter arbetat mest vid teatern som skådespelare och regissör. På Dramaten fick hon sitt genombrott i Cirkus Madigan 1967. Som skådespelerska är hon absolut mest känd och ihågkommen för rollen som den revolterande hemmafrun Elisabeth Lager i Carin Mannheimers populära tv-serie Svenska hjärtan, som handlade om livet för människorna i ett radhusområde utanför Göteborg. Ternström spelade rollen som Elisabeth från seriens start 1987 och fram till det sista avsnittet som sändes 1998.

## Politisk karriär
Ternström har engagerat sig socialt inom bland annat vård- och omsorgsfrågor. Intresset för åldringsvården fick hon då hon spelade rollen som Elisabeth i Svenska hjärtan, som arbetar i hemtjänsten och även tar hand om sin sjuka far i början av serien. Ternström tog även hand om sin mor då denna insjuknade.
Inför valet 2006 toppade hon Centerpartiets riksdagslista i Stockholms kommuns valkrets, med Fredrick Federley på andra plats, och hon blev invald. Under den föregående mandatperioden hade Centerpartiet inget mandat i Stockholms kommuns valkrets.
I oktober 2009 meddelade Ternström i Sveriges Televisions Debatt att hon tänkte lämna riksdagen efter valet 2010 eftersom hon inte kunnat påverka på det sätt som hon tänkt sig. Den 7 juli 2010 meddelade hon att hon lämnade Centerpartiet på grund av Alliansens kärnkraftsuppgörelse i februari 2009, som gick till omröstning i riksdagen i juni 2010. Hon ansåg att Centerpartiets ledning svikit sitt ideal och sina väljare.
Ternström valdes 2011 som en av två ordförande i Folkkampanjen mot kärnkraft och kärnvapen.
2014 gav hon ut Dagbok 2008–2014 : från Dramaten till Riksdagen.

## Priser och utmärkelser
- 1989 – Aftonbladets TV-pris som "Årets kvinnliga tv-personlighet"
- 1993 – Årets yrkeskvinna
- 1993 – Årets Värmlänning
- 1996 – Litteris et Artibus[11]
- 1998 – Längmanska kulturfondens pris ”dels för sin egen konstnärliga gärning som skådespelerska, dels därför att hon som eldsjäl engagerat en hel bygd i Värmland för sina projekt Morsarvet och Farsarvet[12]
- 2004 – Värmländska Akademiens utmärkelse "Lagerlövet"[13]
- 2017 – Region Värmlands Frödingstipendium[14]

## Regi
- 2003 – Solveigs resa till det norra riket

## Filmografi i urval
- 1959 – Ryttare i blått
- 1961 – Lita på mej, älskling!
- 1962 – Raggargänget
- 1968 – Bombi Bitt och jag (TV-serie)
- 1969 – Skottet
- 1970 – Röda rummet (TV-serie)
- 1970 – Ett dockhem (TV)
- 1970 – Lyckliga skitar
- 1971 – Troll (även manus)
- 1973 – Elsa får piano
- 1973 – Luftburen
- 1977 – Paradistorg
- 1977 – Soldat med brutet gevär (TV-serie)
- 1981 – Pappa och himlen
- 1984 – Tryggare kan ingen vara ... (TV-serie)
- 1984 – Hur ska det gå för Pettersson? (TV-teater)
- 1987 – Paganini från Saltängen (TV-serie)
- 1987 – Svenska hjärtan (TV-serie)
- 1993 – Morsarvet (TV-serie)
- 2008 – Om ett hjärta (TV-serie)
- 2022  – Vikingasystrar

## Teater

### Roller
| År   | Roll                                               | Produktion                                                      | Regi                                             | Teater   |
| ---- | -------------------------------------------------- | --------------------------------------------------------------- | ------------------------------------------------ | -------- |
| 1960 | Medverkande i teatertrupp                          | Hamlet William Shakespeare                                      | Alf Sjöberg                                      | Dramaten |
| 1961 | Medverkande i danserna                             | Kung John (The Life and Death of King John) William Shakespeare | Alf Sjöberg                                      | Dramaten |
| 1961 | Hona i dansen                                      | Yerma Federico García Lorca                                     | Bengt Ekerot                                     | Dramaten |
| 1962 | Medverkande i danserna                             | Resan (Le voyage) Georges Schehadé                              | Alf Sjöberg                                      | Dramaten |
| 1962 | Zizi                                               | Ungdom i fjällen (Altitude 3.200) Julien Luchaire               | Rolf Carlsten                                    | Dramaten |
| 1963 | Estelle, 6 år                                      | Victor eller När barnen tar makten Roger Vitrac                 | Mimi Pollak                                      | Dramaten |
| 1963 | Kati                                               | Svejk i andra världskriget Bertolt Brecht                       | Alf Sjöberg                                      | Dramaten |
| 1963 | Luder-Betty                                        | Tiggarens opera John Gay                                        | Per-Axel Branner                                 | Dramaten |
| 1964 | Li Hua, musikantska                                | Tre knivar från Wei Harry Martinson                             | Ingmar Bergman                                   | Dramaten |
| 1964 | Margaret Flaherty, "Pegeen Mike", Flahertys dotter | Hjälten på den gröna ön John Millington Synge                   | Lars-Erik Liedholm                               | Dramaten |
| 1964 | Medverkande                                        | Å vilket härligt krig Charles Chilton                           | Jackie Söderman                                  | Dramaten |
| 1965 | En hovdam                                          | Yvonne, prinsessa av Bourgogne Witold Gombrowicz                | Alf Sjöberg                                      | Dramaten |
| 1969 | Betty                                              | Tolvskillingsoperan Kurt Weill och Bertolt Brecht               | Alf Sjöberg                                      | Dramaten |
| 1969 | Christa                                            | Bröllopsfesten (Hochzeit) Elias Canetti                         | Donya Feuer                                      | Dramaten |
| 1971 | Tekla                                              | Fordringsägare August Strindberg                                | Solveig Ternström Bengt Virdestam Börje Ahlstedt | Dramaten |
| 1977 | Darja Sjatova                                      | Onda andar Fjodor Dostojevskij                                  | Ernst Günther                                    | Dramaten |
| 1982 | Lotte                                              | Stort och smått Botho Strauss                                   | Barbro Larsson                                   | Dramaten |
| 1987 | Ankelsockan                                        | Titta det blöder Kristina Lugn                                  | Staffan Roos                                     | Dramaten |
| 1991 | Säterjäntan Nille Anitra Sångarna                  | Peer Gynt Henrik Ibsen                                          | Ingmar Bergman                                   | Dramaten |
| 1999 | Katinka Stordal                                    | Kranes konditori Cora Sandel                                    | Agneta Ehrensvärd                                | Dramaten |
| 2003 | Agnes Borck                                        | Farmor och vår Herre Hjalmar Bergman                            | Christian Tomner                                 | Dramaten |

### Regi
| År   | Produktion     | Upphovsmän        | Teater                                                           |
| ---- | -------------- | ----------------- | ---------------------------------------------------------------- |
| 1971 | Fordringsägare | August Strindberg | Dramaten Regi tillsammans med Bengt Virdestam och Börje Ahlstedt |

## Radioteater

### Roller
| År   | Roll       | Produktion                      | Regi            |
| ---- | ---------- | ------------------------------- | --------------- |
| 1963 | Lena Fridh | Trivselmyra story Lars Björkman | Hans Lagerkvist |